# Prosopocera bioculata
Prosopocera bioculata är en skalbaggsart som beskrevs av Hintz 1911. Prosopocera bioculata ingår i släktet Prosopocera och familjen långhorningar. Inga underarter finns listade i Catalogue of Life.